# Атлантида, острів вогню
«Атлантида, острів вогню» (пол. Atlantyda, wyspa ognia) — пригодницький науково-фантастичний роман польського письменника Мацея Кучинського, виданий 1967 року.
Книгу занесли до списку прочитання в молодшій школі.

## Сюжет
Молодий Авару, син одного з вождів африканських племен, вирушає у розвідувальну місію (на острів Атлантида) до високорозвиненої науково-технічної цивілізації. Його завдання — оглянути острів до навали, запланованої його племенем.
Прибувши в місце призначення Авару спостерігає за пристроями острів'ян, використання яких він не зовсім розуміє. Його роздуми в тексті роману виділені курсивом. Сама Атлантида нагадує мегаполіс XX століття.
Авару приходить до висновку, що цей острів неможливо завоювати і має намір переконати у цьому своїх одноплемінників. Однак роман завершується катаклізмом та затопленням острова океаном.